# Оборонпром
Об'єднана промислова корпорація «Оборонпром» — російська машинобудівна група. Входить до складу держкорпорації «Ростех».
Штаб-квартира організації знаходиться в Москві, фірма заснована в 2002 році.

## Власники і керівництво
Акціонери компанії: «Ростех» (83,95 %), Російська Федерація (5,4 %), АТ «РСК» МіГ «(4,45 %), Республіка Татарстан (4,15 %), ВАТ» Рособоронекспорт "(1 , 71 %), ПАТ «Роствертол» (0,34 %).
Генеральний директор — Дмитро Юрійович Льоліком. Голова ради директорів — Сергій Михайлович Сокіл.